# Raščišćavanje visočja
Raščišćavanje visočja (engleski: Highland clearances), eufemizam koji se rabi za proces nasilnog iseljavava Kelta (Gaela) iz Škotskog visočja. Na škotskom gaelskom jeziku naziva se Fuadach nan Gàidheal (ugrubo: protjerivanje Gaela). 
Tijekom procesa razoreno je staro škotsko klanovsko društvo. Mnogi su se Geali iselili u prekomorske zemlje kao i u Škotsku nizinu. Proces je vodio ubrzanom nazadovanju škotskog gaelskog jezika i u mnogim elementima bio etničko čišćenje i lingvocid.

## Pozadina
Proces dokidanja tradicionalnih prava koji je uzrokovao raseljavanje seoske Engleske u britanskoj poljoprivrednoj revoluciji, a slična događanja u Škotskoj kasnije su nazvana raščišćavanje niskih zemalja. No u Škotskom visočju, udar na škotsko-gaelsko govorno područje, polufeudalnu kulturu i klanovsko društvo i danas uzrokuje ogorčenje potomaka protjeranih gorštaka.
Od kasnog 16. stoljeća zakoni su zahtijevali od klanskih vođa pojavljivanje u Edinburghu kako bi osigurali vodstvo nad svojim teritorijem. Ovo je stvorilo tendenciju među klanskim poglavicama da se smatraju posjednicima zemlje svoga klana. Niže klansko plemstvo ubrzo je preuzimalo upravljanje, odvodeći stoku preko starih neasfaltiranih cesta prodajući ih u Škotsku nizinu. To je donijelo bogatstvo i vlasništvo zemlje unutar klana, premda su Škotsko visočje ostale prenapučene i siromašne.
Jakobitski ustanak donio je nove napore britanske vlade za zauzdavanjem klanova, kulminirajući nakon 1746. (bitke kod Cullodena) brutalnom represijom.
Proskripcijski zakon iz 1746., koji je uključivao zakon o odijevanju zahtijevao je i predaju mačeva britanskoj vladi te zabranjivao nošenje tartana i kiltova. Zakon o ukidanju zakupa dokinuo je feudalnu obvezu vojne službe, a zakon od nasljednoj nadležnosti iz 1746. uklonio je zamišljenu nadležnost poglavica nad klanovima.
Razmjeri prisila i zabrana nad klanovima ovisili su o potpori klana za vrijeme Jakobitskog ustanka, ali sveukupno su vodili uništenju klanskog sustava i njemu podupirućih društvenih struktura u vidu malih poljoprivrednih gradskih naselja.
Od oko 1725. godine, nakon prvoga jakobitskog ustanka, gorštaci su se počeli seliti u Ameriku u povećanom broju. Zakon o razoružanju iz 1716. te zakon o klanovima napravio je bezuspješne pokušaje u obuzdanju Škotskih visokih zemalja, te su eventualno tamo trupe bile slane. Vladini garnizoni su bivali građeni ili proširivani.Oni su vodili ograničavaju organiziranih putovanja i gušenju dotoka informacija te daljnje izolirali klanove. Sveudilj, nije se ništa bitno promijenilo.
Godine 1725. general George Wade je osnovao „neovisnu udrugu“  Crna Straža-paravojnu postrojbu zaduženu „za očuvanje reda“ u razudanom visočju.to je povećalo iseljavanje Gorštaka u Ameriku.Rastući zahtjevi Britanije za stokom i stvaranje novih pasmina ovce koje su se mogle uzgajati u planinskim krajevima, dozovljavali su više najamnine za zemljoposjednike i poglavice kako bi ih uskladili s troškovima aristokratskog životnog stila. Kao posljedica toga, obitelji koje su jedva preživljavale su bivale protjerane. Godine 1792. farmeri zakupci su poveli prosvjed protiv takve politike povevši oko 6000 ovaca i okuživši grad Ardross. Crna Straža je mobilizirana te vođe ustanka uhićeni.proglašeni su krivima, ali su kasnije pobjegli i zameo im se trag.

## "Poboljšanja“
Ono što je postalo poznato kao „raščišćavanje“ zemljoposjednici su smatrali nužnim „poboljšanjima“. Smatra se da je takav proces započeo John Ross iz Balnagowan Castle, Škotska. Godine 1792. MacLeod od MacLeoda (klanski poglavica) je započeo pokusne radove na otoku Skye. Poglavice su zapošljavali predradnike s iskustvom a oni su „ohrabrivali“ stanovništvo na seobu s prikladne zemlje.

## Godina ovce
Drugi val masovnog iseljavanja došao je godine 1792., poznatoj kao „godina ovce“ među škotskim gorštacima. Ljudi su bivali premještani u siromašne dijelove farmi gdje poljoprivredni i stočarski rad nije mogao uzdržavati zajednicu, a očekivalo se i bavljenje ribarstvom. U selu Badbea u Caithnessu uvjeti su bili tako loši da su žene, dok su radile, morale vezati svoju stoku te čak i svoju djecu skupa za stijene ili ograde kako ne bi bili otpuhani s litica.
Drugi su pak bivali otpremljeni izravno brodovima u Novu Škotsku, Ontario, Sjevernu i Južnu Karolinu. U tomu je bila i vjerska komponenta jer su velik dio gorštaka bili katolici. To se odražava u većinski katoličkom stanovništvu Nove Škotske.

## Ponašanje zemljoposjednika
Godine 1807. Elizabeth Gordon, 19. grofica od Sutherlanda, obilazeći svoje nasljeđe sa svojim mužem Lordom Staffordom, (kasnije vojvodom od Sutherlanda) napisala je da je „on proširen koliko je bilo u mogućnosti te da se oni svom energijom prebacuj na uzgoj repe“.
Stafford je tu planirao također otvaranje rudnika ugljena, soli, tvornicu opeke i ribarnice za haringe. Te godine njegovi agenti su počeli s izbacivanjem devedesetak obitelji. Obitelji su bile prisiljene napustiti svoju zemlju i otići 32 km dalje od obale sa svime i živjeti na otvorenom dok ne sagrade nove kuće.
Staffordov prvi povjerenik, William Young, koji je stigao godine 1809. i angažirao Patricka Sellara za svog faktora koji je pogurivao proces naprijed dok je ovčarske farme uzimao sebi.
Drugdje, primjerice Alasdair Ranaldson MacDonell od Glengarryja je sebe prikazivao kao zadnji primjerak istinskog klanskog poglavice dok su njegovi najamnici bivali nemilosrdno protjerivani.
Za zemljoposjednike, "poboljšanja" i "račišćavanja" nisu nužno značila depopulaciju. Barem ne do 1820., kada se dogodio strmoglavi pad cijene od repe, zemljoposjednici htjeli stvoriti bazene jeftine li gotovo besplatne radne snage, dobivenih od obitelji iz novih crofting naselja. Prikupljanje i obrada repe je bio vrlo profitabilan način korištenja ovog rada, te su se zemljoposjednici uspješno izborili za zakon dizajniran da zaustavi iseljavanje, što se uobličilo u obliku Zakona o putničkim brodovima iz 1803. Stavovi su se promijenili tijekom 1820 i, za mnoge zemljoposjednike, krumpirska glad koja je započela u 1846., je postala još jedan razlog za poticanje ili prisiljavanje emigracije i depopulaciju.

## Krumpirska glad
Kao i slučaju Irske, urod krumpira je podbacio sredinom 19. stoljeća i raširio koleru među škotskim gorštacima i oslabio stanovništvo. Nadolazeća politika raščišćavanja imala je za ishod gladovanje, smrti te naknadno protjerivanje sa zemlje. Mnogo djece i starijih osoba je pomrlo tom prilikom. Alternativno su ljudi se iselili, pridruživali se britanskoj vojsci ili se selili u velike gradove Glasgow, Edinburgh i Dundee u nizinskoj Škotskoj, ili Newcastle-upon-Tyne i Liverpool u Engleskoj.
U pojedinim mjestima ljudima su dobivali poticaje za iseljavanje, ali pojedini povjesničari smatraju kako su u mnogim slučajevima zemljoposjednici rabili nasilne metode.

## Svjedočanstvo Donalda McLeoda
Elizabeth Gordon, 19. grofica od Sutherlanda i njen namjesnik Patrick Sellar su bili posebno okrutni. Donald McLeod, farmer iz Sutherlanda je pisao o događajima kojima je svjedočio: 
"
Svjedočanstva poput McLeoda i generala David Stewart of Garth donijeli su raširenu osudu „raščišćavanja“ te je Liga Škotskog visočja eventualno tu i tamo uspjela postići agrarnu reformu zahvaljujući zakonima Crofting Acts, ali oni nisu mogli dugoročno donijeti ekonomsku održivost i bili je prekasno za područja izložena depopulaciji.

## Druga faza raščišćavanja
Bila je to samo sredinom devetnaestog stoljeća da je i druga, brutalnija faza raščišćavanja započela, a to je bilo nakon 1822 posjeta kralja Georgea IV Škotskoj. Međutim, kumulativni efekt je posebno poražavajući za kulturni krajolik Škotske na način da se nije dogodilo u drugim područjima Britanije.
Dok se krivnja za kolaps klanskoga sustava se može pripisati više gospodarskih čimbenika, a represiju koja je uslijedila Bitci kod Cullodena, raširene deložacije proizlašle iz Raščišćavanja utjecali su uvelike na održivost gorštaka i njihove kulture. Do danas, stanovništvo u škotskom visočju je rijetko i kultura im je razrijeđena, i postoji mnogo više ovaca nego ljudi. Iako je po popisu stanovništva 1901. biloo 230.806 gaelskih govornika u Škotskoj, danas je taj broj je pao ispod 60.000. Škotske grofovije u kojima preko 50% populacije govorili gaelski kao svoj materinji jezik u 1901, uključen Sutherland (71,75%), Ross i Cromarty (71,76%), Inverness (64,85%) i Argyll (54,35%). Mali, ali značajan postoci govornika gaelskog zabilježeni su u županijama, kao što su Nairn, Bute, Perth i Caithness.
Što su Raščišćavanje započela, međutim, Prvi svjetski rat gotovo je dovršio. Veliki postotak Škota je poginulo u ratu, a to uvelike utjecalo na ostatak gaelskih govornika u Škotskoj.
Popis iz 1921, nakon završetka rata, pokazao je značajno smanjenje u udjelu stanovništva koji je govorio škotski gaelski jezik. Postotak govornika u Argyll je pao na ispod 50% (34,56%), a ostale županije su iskusile slično smanjuje. U Sutherlandu stanovništvo koje govori gaelski je sada jedva iznad 50%, dok je Invernessu i Ross-u i Cromarty-ju taj udio je pao na 50,91% tj. 60,20%.
Međutim, Raščišćavanja jesu rezultirala značajnim iseljavanjem Gorštaka u Sjeverna Amerika i Oceanijui, gdje se i danas nalazi znatno više potomaka Gorštaka nego u samoj Škotskoj .
Jedna procjena za Cape Breton, Nova Škotskagovori da je 25.000 govrnika škotskog gaelskog jezika došlo između 1775 i 1850. Početkom dvadesetog stoljeća, bilo je, procjenjuje se, 100.000 govornika škotskog gaelskog jezika u Cape Breton, ali zbog ekonomskih migracija s engleskog govornog područja i nedostatka gaelskog obrazovanja u školskom sustavu Nove Škotske, broj govornika je dramatično pao. Do početka 21. stoljeća, broj izvornih govornika škotskog gaelskog jezika je pao na ispod 1,000.

## Spomenici žrtvama raščišćavanja
Raščišćavanje se još uvijek pamti u područjima koja su bila pogođena protjerivanjem kao i potomcima protjeranih gorštaka diljem svijeta.

### Škotska
Škotski premijer Alex Salmond otkio je brončani spomenik "Exiles" (prognanici)  u gradu Helmsdale, Sutherland, koji odaje počast ljudima koji su protjerani iz svojih domova od strane zemljoposjednika i napustili domovinu otišavši u prekomorske zemlje. which Kip je smještan na izvori The statue, which depicts a family leaving their home, stands at the mouth of the Strath of Kildonan a njegova izradu je novčano potpomogao Dennis Macleod, kanadski milijunaš škotskog podrijetla koji je nazočio ceremoniji.

### Kanada
Istovjetan spomenik u bronci „Exiles“ je postavljen na obalama Crvene rijeke u Kanadi. Današnji grad winnipeg je osnovan od strane škotskih iseljenika u Kanadu.